# アルバレート (イタリア)
アルバレート（伊: Albareto）は、イタリア共和国エミリア＝ロマーニャ州パルマ県にある、人口約2,100人の基礎自治体（コムーネ）。

## 地理

### 位置・広がり

#### 隣接コムーネ
隣接するコムーネは以下の通り。括弧内のMSはマッサ＝カッラーラ県、SPはラ・スペツィア県所属を示す。
- ボルゴ・ヴァル・ディ・ターロ
- コンピアーノ
- ポントレーモリ (MS)
- セスタ・ゴーダノ (SP)
- トルノロ、 ヴァレーゼ・リーグレ (SP)
- ゼーリ (MS)

### 気候分類・地震分類
アルバレートにおけるイタリアの気候分類 (it) および度日は、zona F, 3015 GGである。
また、イタリアの地震リスク階級 (it) では、zona 2 (sismicità media) に分類される。

## 行政

### 分離集落
アルバレートには、以下の分離集落（フラツィオーネ）がある。
- Bertorella, Boschetto, Buzzò, Cacciarasca, Campi, Case Bozzini, Case Mazzetta, Case Mirani, Caselle, Codogno, Folta, Gotra, Il Costello, Lazzarè, Le Moie, Montegroppo, Pieve di Campi, Pistoi, Ponte Scodellino, Roncole, San Quirico, Spallavera, Squarci, Torre